# Zaláta
Zaláta é uma vila da Hungria, situada no condado de Baranya. Tem 21,83 km² de área e sua população em 2019 foi estimada em 218 habitantes.